# La Fascination du pire
La Fascination du pire est un roman de Florian Zeller paru le 1er septembre 2004 aux éditions Flammarion et ayant reçu le prix Interallié la même année. Il a également été sélectionné pour le prix Goncourt.

## Résumé
En retrouvant, à l'ambassade de France au Caire, des lettres égyptiennes sur la sexualité de Gustave Flaubert avec des jeunes filles nubiennes, le narrateur s'interroge comment conjuguer islam et sexualité.

## Éditions
- Éditions Flammarion, 2004  (ISBN 2-08-068624-0)
- J'ai lu, 2006  (ISBN 9782290348383), 157 p.